# Heterogriffus berlandi
Heterogriffus berlandi Lessert, 1938 è un ragno appartenente alla famiglia Thomisidae.
È l'unica specie nota del genere Heterogriffus.

## Distribuzione
L'unica specie oggi nota di questo genere è stata rinvenuta in Congo, Uganda e Angola: i sintipi maschile e femminile sono della località di Luebo, nella provincia congolese del Kasai Occidentale

## Tassonomia
Per la definizione delle caratteristiche di questo genere monospecifico sono state considerate le analisi sugli esemplari tipo di Doliomalus berlandi Lessert, 1938.
Dal 1976 non sono stati esaminati altri esemplari, né sono state descritte sottospecie al 2014.